# Basinus von Trier
Basinus (dt. Basin) († 4. März 705) war von etwa 697/698 bis 705 (Erz-)Bischof von Trier. 

## Leben
Das verlässliche Quellenmaterial zu Bischof Basinus ist beschränkt. Einige Forscher sehen in Basinius einen der ersten bekannten Vertreter aus dem Umfeld der Familie der Widonen, zu denen auch seine Nachfolger Liutwin und Milo gehören sollen. Diese Abfolge von Bischöfen aus einer Familie wird als Trierer oder Mettlacher Bischofsdynastie bezeichnet.
Wahrscheinlich auf bereits mittelalterlichen Fälschungen beruht die Aussage, dass Basinus vor seinem Episkopat Abt von St. Maximin in Trier gewesen war. So liegt eine angebliche Urkunde Gregors II. aus dem Jahr 729 zu Gunsten von Basinius vor, der zu dieser Zeit schon verstorben war. Völlig auszuschließen ist das Abbatiat nicht. 
Unklar muss bleiben, wann genau er seinem Vorgänger Numerianus folgte. Eugen Ewig sieht ihn in enger Beziehung zum Kloster Echternach. Seine Beteiligung an der Klostergründung ist aber unklar. Basinus taucht in Urkunden der Irmina von Oeren im Zusammenhang mit der Gründung von Echternach auf. Diese Urkunden sind aber nur durch mittelalterliche Handschriften überliefert, so dass sie teilweise fehlerhaft sind. 
Eine Urkunde seines Nachfolgers Liutwin von 706 nennt als Todestag den 4. März 705. Zeitgenössisch belegt ist sein Todestag für den 4. März durch das Kalendarium des Willibrord. Diese Nennung bestätigt zumindest, dass Basinius eine Verbindung nach Echternach hatte. Für die Behauptung, er sei in St. Maximin begraben, gibt es keine zeitgenössischen Belege. 
Seit dem 10. und 11. Jahrhundert taucht sein Name wieder öfter auf. Zu Beginn des 16. Jahrhunderts entstand eine Vita Basini. Er wird als Heiliger verehrt. Sein Festtag war früher der 3. März, später war es der 4. März.